# Natürlicher Klimaschutz
Natürlicher Klimaschutz bezeichnet den Schutz und die Wiederherstellung intakter Ökosysteme durch naturbasierte Lösungen, um den menschengemachten Klimawandel zu begrenzen.

## Definition
Ziel ist es, die Funktionsfähigkeit von Ökosystemen zu erhalten und wiederherzustellen, so dass sie unter anderem weniger Treibhausgase ausstoßen sowie langfristig wieder mehr Kohlenstoff aufnehmen und dauerhaft speichern können. Diese naturbasierten Lösungen beinhalten Maßnahmen zum Schutz, zur Restauration oder zur nachhaltigen Nutzung von Ökosystemen. Sie sind auf die lokalen Gegebenheiten zugeschnitten und können in Naturräumen ebenso wie im besiedelten Bereich umgesetzt werden. Dabei entstehen Synergien zwischen Klima- und Biodiversitätsschutz, der Anpassung an den Klimawandel sowie dem menschlichen Wohlergehen.
Beispiele für Maßnahmen des Natürlichen Klimaschutzes sind der Umbau forstlicher Monokulturen zu naturnahen Wäldern oder die Wiedervernässung von Mooren.